# Immortal polonesa
La Immortal polonesa és el nom amb què és coneguda una partida d'escacs jugada entre Glinksberg i Miguel Najdorf, a Varsòvia. Algunes fonts la daten entre 1930 i 1935, i donen el nom del jugador de peces blanques com a "Glucksberg". Garri Kaspàrov diu que va ser jugada el 1928, i el jugador rival de Najdorf era "Glinksberg", atribuint aquestes dades al mateix Najdorf i la seva filla. En aquesta partida, les negres sacrifiquen totes les seves quatre peces menors.

## La partida
|   | a | b | c | d | e | f | g | h |   |
| 8 | a8 negres torre · c8 negres alfil · f8 negres torre · g8 negres rei · a7 negres peó · b7 negres peó · d7 negres cavall · g7 negres peó · h7 negres peó · c6 negres peó · e6 negres peó · d5 negres peó · f5 negres peó · g5 blanques cavall · h5 negres dama · c4 blanques peó · d4 blanques peó · f4 blanques peó · g4 negres cavall · d3 blanques alfil · e3 blanques peó · g3 blanques peó · a2 blanques peó · b2 blanques peó · e2 blanques cavall · g2 blanques rei · h2 negres alfil · a1 blanques torre · c1 blanques alfil · d1 blanques dama · f1 blanques torre | a8 negres torre · c8 negres alfil · f8 negres torre · g8 negres rei · a7 negres peó · b7 negres peó · d7 negres cavall · g7 negres peó · h7 negres peó · c6 negres peó · e6 negres peó · d5 negres peó · f5 negres peó · g5 blanques cavall · h5 negres dama · c4 blanques peó · d4 blanques peó · f4 blanques peó · g4 negres cavall · d3 blanques alfil · e3 blanques peó · g3 blanques peó · a2 blanques peó · b2 blanques peó · e2 blanques cavall · g2 blanques rei · h2 negres alfil · a1 blanques torre · c1 blanques alfil · d1 blanques dama · f1 blanques torre | a8 negres torre · c8 negres alfil · f8 negres torre · g8 negres rei · a7 negres peó · b7 negres peó · d7 negres cavall · g7 negres peó · h7 negres peó · c6 negres peó · e6 negres peó · d5 negres peó · f5 negres peó · g5 blanques cavall · h5 negres dama · c4 blanques peó · d4 blanques peó · f4 blanques peó · g4 negres cavall · d3 blanques alfil · e3 blanques peó · g3 blanques peó · a2 blanques peó · b2 blanques peó · e2 blanques cavall · g2 blanques rei · h2 negres alfil · a1 blanques torre · c1 blanques alfil · d1 blanques dama · f1 blanques torre | a8 negres torre · c8 negres alfil · f8 negres torre · g8 negres rei · a7 negres peó · b7 negres peó · d7 negres cavall · g7 negres peó · h7 negres peó · c6 negres peó · e6 negres peó · d5 negres peó · f5 negres peó · g5 blanques cavall · h5 negres dama · c4 blanques peó · d4 blanques peó · f4 blanques peó · g4 negres cavall · d3 blanques alfil · e3 blanques peó · g3 blanques peó · a2 blanques peó · b2 blanques peó · e2 blanques cavall · g2 blanques rei · h2 negres alfil · a1 blanques torre · c1 blanques alfil · d1 blanques dama · f1 blanques torre | a8 negres torre · c8 negres alfil · f8 negres torre · g8 negres rei · a7 negres peó · b7 negres peó · d7 negres cavall · g7 negres peó · h7 negres peó · c6 negres peó · e6 negres peó · d5 negres peó · f5 negres peó · g5 blanques cavall · h5 negres dama · c4 blanques peó · d4 blanques peó · f4 blanques peó · g4 negres cavall · d3 blanques alfil · e3 blanques peó · g3 blanques peó · a2 blanques peó · b2 blanques peó · e2 blanques cavall · g2 blanques rei · h2 negres alfil · a1 blanques torre · c1 blanques alfil · d1 blanques dama · f1 blanques torre | a8 negres torre · c8 negres alfil · f8 negres torre · g8 negres rei · a7 negres peó · b7 negres peó · d7 negres cavall · g7 negres peó · h7 negres peó · c6 negres peó · e6 negres peó · d5 negres peó · f5 negres peó · g5 blanques cavall · h5 negres dama · c4 blanques peó · d4 blanques peó · f4 blanques peó · g4 negres cavall · d3 blanques alfil · e3 blanques peó · g3 blanques peó · a2 blanques peó · b2 blanques peó · e2 blanques cavall · g2 blanques rei · h2 negres alfil · a1 blanques torre · c1 blanques alfil · d1 blanques dama · f1 blanques torre | a8 negres torre · c8 negres alfil · f8 negres torre · g8 negres rei · a7 negres peó · b7 negres peó · d7 negres cavall · g7 negres peó · h7 negres peó · c6 negres peó · e6 negres peó · d5 negres peó · f5 negres peó · g5 blanques cavall · h5 negres dama · c4 blanques peó · d4 blanques peó · f4 blanques peó · g4 negres cavall · d3 blanques alfil · e3 blanques peó · g3 blanques peó · a2 blanques peó · b2 blanques peó · e2 blanques cavall · g2 blanques rei · h2 negres alfil · a1 blanques torre · c1 blanques alfil · d1 blanques dama · f1 blanques torre | a8 negres torre · c8 negres alfil · f8 negres torre · g8 negres rei · a7 negres peó · b7 negres peó · d7 negres cavall · g7 negres peó · h7 negres peó · c6 negres peó · e6 negres peó · d5 negres peó · f5 negres peó · g5 blanques cavall · h5 negres dama · c4 blanques peó · d4 blanques peó · f4 blanques peó · g4 negres cavall · d3 blanques alfil · e3 blanques peó · g3 blanques peó · a2 blanques peó · b2 blanques peó · e2 blanques cavall · g2 blanques rei · h2 negres alfil · a1 blanques torre · c1 blanques alfil · d1 blanques dama · f1 blanques torre | 8 |
| 7 | a8 negres torre · c8 negres alfil · f8 negres torre · g8 negres rei · a7 negres peó · b7 negres peó · d7 negres cavall · g7 negres peó · h7 negres peó · c6 negres peó · e6 negres peó · d5 negres peó · f5 negres peó · g5 blanques cavall · h5 negres dama · c4 blanques peó · d4 blanques peó · f4 blanques peó · g4 negres cavall · d3 blanques alfil · e3 blanques peó · g3 blanques peó · a2 blanques peó · b2 blanques peó · e2 blanques cavall · g2 blanques rei · h2 negres alfil · a1 blanques torre · c1 blanques alfil · d1 blanques dama · f1 blanques torre | a8 negres torre · c8 negres alfil · f8 negres torre · g8 negres rei · a7 negres peó · b7 negres peó · d7 negres cavall · g7 negres peó · h7 negres peó · c6 negres peó · e6 negres peó · d5 negres peó · f5 negres peó · g5 blanques cavall · h5 negres dama · c4 blanques peó · d4 blanques peó · f4 blanques peó · g4 negres cavall · d3 blanques alfil · e3 blanques peó · g3 blanques peó · a2 blanques peó · b2 blanques peó · e2 blanques cavall · g2 blanques rei · h2 negres alfil · a1 blanques torre · c1 blanques alfil · d1 blanques dama · f1 blanques torre | a8 negres torre · c8 negres alfil · f8 negres torre · g8 negres rei · a7 negres peó · b7 negres peó · d7 negres cavall · g7 negres peó · h7 negres peó · c6 negres peó · e6 negres peó · d5 negres peó · f5 negres peó · g5 blanques cavall · h5 negres dama · c4 blanques peó · d4 blanques peó · f4 blanques peó · g4 negres cavall · d3 blanques alfil · e3 blanques peó · g3 blanques peó · a2 blanques peó · b2 blanques peó · e2 blanques cavall · g2 blanques rei · h2 negres alfil · a1 blanques torre · c1 blanques alfil · d1 blanques dama · f1 blanques torre | a8 negres torre · c8 negres alfil · f8 negres torre · g8 negres rei · a7 negres peó · b7 negres peó · d7 negres cavall · g7 negres peó · h7 negres peó · c6 negres peó · e6 negres peó · d5 negres peó · f5 negres peó · g5 blanques cavall · h5 negres dama · c4 blanques peó · d4 blanques peó · f4 blanques peó · g4 negres cavall · d3 blanques alfil · e3 blanques peó · g3 blanques peó · a2 blanques peó · b2 blanques peó · e2 blanques cavall · g2 blanques rei · h2 negres alfil · a1 blanques torre · c1 blanques alfil · d1 blanques dama · f1 blanques torre | a8 negres torre · c8 negres alfil · f8 negres torre · g8 negres rei · a7 negres peó · b7 negres peó · d7 negres cavall · g7 negres peó · h7 negres peó · c6 negres peó · e6 negres peó · d5 negres peó · f5 negres peó · g5 blanques cavall · h5 negres dama · c4 blanques peó · d4 blanques peó · f4 blanques peó · g4 negres cavall · d3 blanques alfil · e3 blanques peó · g3 blanques peó · a2 blanques peó · b2 blanques peó · e2 blanques cavall · g2 blanques rei · h2 negres alfil · a1 blanques torre · c1 blanques alfil · d1 blanques dama · f1 blanques torre | a8 negres torre · c8 negres alfil · f8 negres torre · g8 negres rei · a7 negres peó · b7 negres peó · d7 negres cavall · g7 negres peó · h7 negres peó · c6 negres peó · e6 negres peó · d5 negres peó · f5 negres peó · g5 blanques cavall · h5 negres dama · c4 blanques peó · d4 blanques peó · f4 blanques peó · g4 negres cavall · d3 blanques alfil · e3 blanques peó · g3 blanques peó · a2 blanques peó · b2 blanques peó · e2 blanques cavall · g2 blanques rei · h2 negres alfil · a1 blanques torre · c1 blanques alfil · d1 blanques dama · f1 blanques torre | a8 negres torre · c8 negres alfil · f8 negres torre · g8 negres rei · a7 negres peó · b7 negres peó · d7 negres cavall · g7 negres peó · h7 negres peó · c6 negres peó · e6 negres peó · d5 negres peó · f5 negres peó · g5 blanques cavall · h5 negres dama · c4 blanques peó · d4 blanques peó · f4 blanques peó · g4 negres cavall · d3 blanques alfil · e3 blanques peó · g3 blanques peó · a2 blanques peó · b2 blanques peó · e2 blanques cavall · g2 blanques rei · h2 negres alfil · a1 blanques torre · c1 blanques alfil · d1 blanques dama · f1 blanques torre | a8 negres torre · c8 negres alfil · f8 negres torre · g8 negres rei · a7 negres peó · b7 negres peó · d7 negres cavall · g7 negres peó · h7 negres peó · c6 negres peó · e6 negres peó · d5 negres peó · f5 negres peó · g5 blanques cavall · h5 negres dama · c4 blanques peó · d4 blanques peó · f4 blanques peó · g4 negres cavall · d3 blanques alfil · e3 blanques peó · g3 blanques peó · a2 blanques peó · b2 blanques peó · e2 blanques cavall · g2 blanques rei · h2 negres alfil · a1 blanques torre · c1 blanques alfil · d1 blanques dama · f1 blanques torre | 7 |
| 6 | a8 negres torre · c8 negres alfil · f8 negres torre · g8 negres rei · a7 negres peó · b7 negres peó · d7 negres cavall · g7 negres peó · h7 negres peó · c6 negres peó · e6 negres peó · d5 negres peó · f5 negres peó · g5 blanques cavall · h5 negres dama · c4 blanques peó · d4 blanques peó · f4 blanques peó · g4 negres cavall · d3 blanques alfil · e3 blanques peó · g3 blanques peó · a2 blanques peó · b2 blanques peó · e2 blanques cavall · g2 blanques rei · h2 negres alfil · a1 blanques torre · c1 blanques alfil · d1 blanques dama · f1 blanques torre | a8 negres torre · c8 negres alfil · f8 negres torre · g8 negres rei · a7 negres peó · b7 negres peó · d7 negres cavall · g7 negres peó · h7 negres peó · c6 negres peó · e6 negres peó · d5 negres peó · f5 negres peó · g5 blanques cavall · h5 negres dama · c4 blanques peó · d4 blanques peó · f4 blanques peó · g4 negres cavall · d3 blanques alfil · e3 blanques peó · g3 blanques peó · a2 blanques peó · b2 blanques peó · e2 blanques cavall · g2 blanques rei · h2 negres alfil · a1 blanques torre · c1 blanques alfil · d1 blanques dama · f1 blanques torre | a8 negres torre · c8 negres alfil · f8 negres torre · g8 negres rei · a7 negres peó · b7 negres peó · d7 negres cavall · g7 negres peó · h7 negres peó · c6 negres peó · e6 negres peó · d5 negres peó · f5 negres peó · g5 blanques cavall · h5 negres dama · c4 blanques peó · d4 blanques peó · f4 blanques peó · g4 negres cavall · d3 blanques alfil · e3 blanques peó · g3 blanques peó · a2 blanques peó · b2 blanques peó · e2 blanques cavall · g2 blanques rei · h2 negres alfil · a1 blanques torre · c1 blanques alfil · d1 blanques dama · f1 blanques torre | a8 negres torre · c8 negres alfil · f8 negres torre · g8 negres rei · a7 negres peó · b7 negres peó · d7 negres cavall · g7 negres peó · h7 negres peó · c6 negres peó · e6 negres peó · d5 negres peó · f5 negres peó · g5 blanques cavall · h5 negres dama · c4 blanques peó · d4 blanques peó · f4 blanques peó · g4 negres cavall · d3 blanques alfil · e3 blanques peó · g3 blanques peó · a2 blanques peó · b2 blanques peó · e2 blanques cavall · g2 blanques rei · h2 negres alfil · a1 blanques torre · c1 blanques alfil · d1 blanques dama · f1 blanques torre | a8 negres torre · c8 negres alfil · f8 negres torre · g8 negres rei · a7 negres peó · b7 negres peó · d7 negres cavall · g7 negres peó · h7 negres peó · c6 negres peó · e6 negres peó · d5 negres peó · f5 negres peó · g5 blanques cavall · h5 negres dama · c4 blanques peó · d4 blanques peó · f4 blanques peó · g4 negres cavall · d3 blanques alfil · e3 blanques peó · g3 blanques peó · a2 blanques peó · b2 blanques peó · e2 blanques cavall · g2 blanques rei · h2 negres alfil · a1 blanques torre · c1 blanques alfil · d1 blanques dama · f1 blanques torre | a8 negres torre · c8 negres alfil · f8 negres torre · g8 negres rei · a7 negres peó · b7 negres peó · d7 negres cavall · g7 negres peó · h7 negres peó · c6 negres peó · e6 negres peó · d5 negres peó · f5 negres peó · g5 blanques cavall · h5 negres dama · c4 blanques peó · d4 blanques peó · f4 blanques peó · g4 negres cavall · d3 blanques alfil · e3 blanques peó · g3 blanques peó · a2 blanques peó · b2 blanques peó · e2 blanques cavall · g2 blanques rei · h2 negres alfil · a1 blanques torre · c1 blanques alfil · d1 blanques dama · f1 blanques torre | a8 negres torre · c8 negres alfil · f8 negres torre · g8 negres rei · a7 negres peó · b7 negres peó · d7 negres cavall · g7 negres peó · h7 negres peó · c6 negres peó · e6 negres peó · d5 negres peó · f5 negres peó · g5 blanques cavall · h5 negres dama · c4 blanques peó · d4 blanques peó · f4 blanques peó · g4 negres cavall · d3 blanques alfil · e3 blanques peó · g3 blanques peó · a2 blanques peó · b2 blanques peó · e2 blanques cavall · g2 blanques rei · h2 negres alfil · a1 blanques torre · c1 blanques alfil · d1 blanques dama · f1 blanques torre | a8 negres torre · c8 negres alfil · f8 negres torre · g8 negres rei · a7 negres peó · b7 negres peó · d7 negres cavall · g7 negres peó · h7 negres peó · c6 negres peó · e6 negres peó · d5 negres peó · f5 negres peó · g5 blanques cavall · h5 negres dama · c4 blanques peó · d4 blanques peó · f4 blanques peó · g4 negres cavall · d3 blanques alfil · e3 blanques peó · g3 blanques peó · a2 blanques peó · b2 blanques peó · e2 blanques cavall · g2 blanques rei · h2 negres alfil · a1 blanques torre · c1 blanques alfil · d1 blanques dama · f1 blanques torre | 6 |
| 5 | a8 negres torre · c8 negres alfil · f8 negres torre · g8 negres rei · a7 negres peó · b7 negres peó · d7 negres cavall · g7 negres peó · h7 negres peó · c6 negres peó · e6 negres peó · d5 negres peó · f5 negres peó · g5 blanques cavall · h5 negres dama · c4 blanques peó · d4 blanques peó · f4 blanques peó · g4 negres cavall · d3 blanques alfil · e3 blanques peó · g3 blanques peó · a2 blanques peó · b2 blanques peó · e2 blanques cavall · g2 blanques rei · h2 negres alfil · a1 blanques torre · c1 blanques alfil · d1 blanques dama · f1 blanques torre | a8 negres torre · c8 negres alfil · f8 negres torre · g8 negres rei · a7 negres peó · b7 negres peó · d7 negres cavall · g7 negres peó · h7 negres peó · c6 negres peó · e6 negres peó · d5 negres peó · f5 negres peó · g5 blanques cavall · h5 negres dama · c4 blanques peó · d4 blanques peó · f4 blanques peó · g4 negres cavall · d3 blanques alfil · e3 blanques peó · g3 blanques peó · a2 blanques peó · b2 blanques peó · e2 blanques cavall · g2 blanques rei · h2 negres alfil · a1 blanques torre · c1 blanques alfil · d1 blanques dama · f1 blanques torre | a8 negres torre · c8 negres alfil · f8 negres torre · g8 negres rei · a7 negres peó · b7 negres peó · d7 negres cavall · g7 negres peó · h7 negres peó · c6 negres peó · e6 negres peó · d5 negres peó · f5 negres peó · g5 blanques cavall · h5 negres dama · c4 blanques peó · d4 blanques peó · f4 blanques peó · g4 negres cavall · d3 blanques alfil · e3 blanques peó · g3 blanques peó · a2 blanques peó · b2 blanques peó · e2 blanques cavall · g2 blanques rei · h2 negres alfil · a1 blanques torre · c1 blanques alfil · d1 blanques dama · f1 blanques torre | a8 negres torre · c8 negres alfil · f8 negres torre · g8 negres rei · a7 negres peó · b7 negres peó · d7 negres cavall · g7 negres peó · h7 negres peó · c6 negres peó · e6 negres peó · d5 negres peó · f5 negres peó · g5 blanques cavall · h5 negres dama · c4 blanques peó · d4 blanques peó · f4 blanques peó · g4 negres cavall · d3 blanques alfil · e3 blanques peó · g3 blanques peó · a2 blanques peó · b2 blanques peó · e2 blanques cavall · g2 blanques rei · h2 negres alfil · a1 blanques torre · c1 blanques alfil · d1 blanques dama · f1 blanques torre | a8 negres torre · c8 negres alfil · f8 negres torre · g8 negres rei · a7 negres peó · b7 negres peó · d7 negres cavall · g7 negres peó · h7 negres peó · c6 negres peó · e6 negres peó · d5 negres peó · f5 negres peó · g5 blanques cavall · h5 negres dama · c4 blanques peó · d4 blanques peó · f4 blanques peó · g4 negres cavall · d3 blanques alfil · e3 blanques peó · g3 blanques peó · a2 blanques peó · b2 blanques peó · e2 blanques cavall · g2 blanques rei · h2 negres alfil · a1 blanques torre · c1 blanques alfil · d1 blanques dama · f1 blanques torre | a8 negres torre · c8 negres alfil · f8 negres torre · g8 negres rei · a7 negres peó · b7 negres peó · d7 negres cavall · g7 negres peó · h7 negres peó · c6 negres peó · e6 negres peó · d5 negres peó · f5 negres peó · g5 blanques cavall · h5 negres dama · c4 blanques peó · d4 blanques peó · f4 blanques peó · g4 negres cavall · d3 blanques alfil · e3 blanques peó · g3 blanques peó · a2 blanques peó · b2 blanques peó · e2 blanques cavall · g2 blanques rei · h2 negres alfil · a1 blanques torre · c1 blanques alfil · d1 blanques dama · f1 blanques torre | a8 negres torre · c8 negres alfil · f8 negres torre · g8 negres rei · a7 negres peó · b7 negres peó · d7 negres cavall · g7 negres peó · h7 negres peó · c6 negres peó · e6 negres peó · d5 negres peó · f5 negres peó · g5 blanques cavall · h5 negres dama · c4 blanques peó · d4 blanques peó · f4 blanques peó · g4 negres cavall · d3 blanques alfil · e3 blanques peó · g3 blanques peó · a2 blanques peó · b2 blanques peó · e2 blanques cavall · g2 blanques rei · h2 negres alfil · a1 blanques torre · c1 blanques alfil · d1 blanques dama · f1 blanques torre | a8 negres torre · c8 negres alfil · f8 negres torre · g8 negres rei · a7 negres peó · b7 negres peó · d7 negres cavall · g7 negres peó · h7 negres peó · c6 negres peó · e6 negres peó · d5 negres peó · f5 negres peó · g5 blanques cavall · h5 negres dama · c4 blanques peó · d4 blanques peó · f4 blanques peó · g4 negres cavall · d3 blanques alfil · e3 blanques peó · g3 blanques peó · a2 blanques peó · b2 blanques peó · e2 blanques cavall · g2 blanques rei · h2 negres alfil · a1 blanques torre · c1 blanques alfil · d1 blanques dama · f1 blanques torre | 5 |
| 4 | a8 negres torre · c8 negres alfil · f8 negres torre · g8 negres rei · a7 negres peó · b7 negres peó · d7 negres cavall · g7 negres peó · h7 negres peó · c6 negres peó · e6 negres peó · d5 negres peó · f5 negres peó · g5 blanques cavall · h5 negres dama · c4 blanques peó · d4 blanques peó · f4 blanques peó · g4 negres cavall · d3 blanques alfil · e3 blanques peó · g3 blanques peó · a2 blanques peó · b2 blanques peó · e2 blanques cavall · g2 blanques rei · h2 negres alfil · a1 blanques torre · c1 blanques alfil · d1 blanques dama · f1 blanques torre | a8 negres torre · c8 negres alfil · f8 negres torre · g8 negres rei · a7 negres peó · b7 negres peó · d7 negres cavall · g7 negres peó · h7 negres peó · c6 negres peó · e6 negres peó · d5 negres peó · f5 negres peó · g5 blanques cavall · h5 negres dama · c4 blanques peó · d4 blanques peó · f4 blanques peó · g4 negres cavall · d3 blanques alfil · e3 blanques peó · g3 blanques peó · a2 blanques peó · b2 blanques peó · e2 blanques cavall · g2 blanques rei · h2 negres alfil · a1 blanques torre · c1 blanques alfil · d1 blanques dama · f1 blanques torre | a8 negres torre · c8 negres alfil · f8 negres torre · g8 negres rei · a7 negres peó · b7 negres peó · d7 negres cavall · g7 negres peó · h7 negres peó · c6 negres peó · e6 negres peó · d5 negres peó · f5 negres peó · g5 blanques cavall · h5 negres dama · c4 blanques peó · d4 blanques peó · f4 blanques peó · g4 negres cavall · d3 blanques alfil · e3 blanques peó · g3 blanques peó · a2 blanques peó · b2 blanques peó · e2 blanques cavall · g2 blanques rei · h2 negres alfil · a1 blanques torre · c1 blanques alfil · d1 blanques dama · f1 blanques torre | a8 negres torre · c8 negres alfil · f8 negres torre · g8 negres rei · a7 negres peó · b7 negres peó · d7 negres cavall · g7 negres peó · h7 negres peó · c6 negres peó · e6 negres peó · d5 negres peó · f5 negres peó · g5 blanques cavall · h5 negres dama · c4 blanques peó · d4 blanques peó · f4 blanques peó · g4 negres cavall · d3 blanques alfil · e3 blanques peó · g3 blanques peó · a2 blanques peó · b2 blanques peó · e2 blanques cavall · g2 blanques rei · h2 negres alfil · a1 blanques torre · c1 blanques alfil · d1 blanques dama · f1 blanques torre | a8 negres torre · c8 negres alfil · f8 negres torre · g8 negres rei · a7 negres peó · b7 negres peó · d7 negres cavall · g7 negres peó · h7 negres peó · c6 negres peó · e6 negres peó · d5 negres peó · f5 negres peó · g5 blanques cavall · h5 negres dama · c4 blanques peó · d4 blanques peó · f4 blanques peó · g4 negres cavall · d3 blanques alfil · e3 blanques peó · g3 blanques peó · a2 blanques peó · b2 blanques peó · e2 blanques cavall · g2 blanques rei · h2 negres alfil · a1 blanques torre · c1 blanques alfil · d1 blanques dama · f1 blanques torre | a8 negres torre · c8 negres alfil · f8 negres torre · g8 negres rei · a7 negres peó · b7 negres peó · d7 negres cavall · g7 negres peó · h7 negres peó · c6 negres peó · e6 negres peó · d5 negres peó · f5 negres peó · g5 blanques cavall · h5 negres dama · c4 blanques peó · d4 blanques peó · f4 blanques peó · g4 negres cavall · d3 blanques alfil · e3 blanques peó · g3 blanques peó · a2 blanques peó · b2 blanques peó · e2 blanques cavall · g2 blanques rei · h2 negres alfil · a1 blanques torre · c1 blanques alfil · d1 blanques dama · f1 blanques torre | a8 negres torre · c8 negres alfil · f8 negres torre · g8 negres rei · a7 negres peó · b7 negres peó · d7 negres cavall · g7 negres peó · h7 negres peó · c6 negres peó · e6 negres peó · d5 negres peó · f5 negres peó · g5 blanques cavall · h5 negres dama · c4 blanques peó · d4 blanques peó · f4 blanques peó · g4 negres cavall · d3 blanques alfil · e3 blanques peó · g3 blanques peó · a2 blanques peó · b2 blanques peó · e2 blanques cavall · g2 blanques rei · h2 negres alfil · a1 blanques torre · c1 blanques alfil · d1 blanques dama · f1 blanques torre | a8 negres torre · c8 negres alfil · f8 negres torre · g8 negres rei · a7 negres peó · b7 negres peó · d7 negres cavall · g7 negres peó · h7 negres peó · c6 negres peó · e6 negres peó · d5 negres peó · f5 negres peó · g5 blanques cavall · h5 negres dama · c4 blanques peó · d4 blanques peó · f4 blanques peó · g4 negres cavall · d3 blanques alfil · e3 blanques peó · g3 blanques peó · a2 blanques peó · b2 blanques peó · e2 blanques cavall · g2 blanques rei · h2 negres alfil · a1 blanques torre · c1 blanques alfil · d1 blanques dama · f1 blanques torre | 4 |
| 3 | a8 negres torre · c8 negres alfil · f8 negres torre · g8 negres rei · a7 negres peó · b7 negres peó · d7 negres cavall · g7 negres peó · h7 negres peó · c6 negres peó · e6 negres peó · d5 negres peó · f5 negres peó · g5 blanques cavall · h5 negres dama · c4 blanques peó · d4 blanques peó · f4 blanques peó · g4 negres cavall · d3 blanques alfil · e3 blanques peó · g3 blanques peó · a2 blanques peó · b2 blanques peó · e2 blanques cavall · g2 blanques rei · h2 negres alfil · a1 blanques torre · c1 blanques alfil · d1 blanques dama · f1 blanques torre | a8 negres torre · c8 negres alfil · f8 negres torre · g8 negres rei · a7 negres peó · b7 negres peó · d7 negres cavall · g7 negres peó · h7 negres peó · c6 negres peó · e6 negres peó · d5 negres peó · f5 negres peó · g5 blanques cavall · h5 negres dama · c4 blanques peó · d4 blanques peó · f4 blanques peó · g4 negres cavall · d3 blanques alfil · e3 blanques peó · g3 blanques peó · a2 blanques peó · b2 blanques peó · e2 blanques cavall · g2 blanques rei · h2 negres alfil · a1 blanques torre · c1 blanques alfil · d1 blanques dama · f1 blanques torre | a8 negres torre · c8 negres alfil · f8 negres torre · g8 negres rei · a7 negres peó · b7 negres peó · d7 negres cavall · g7 negres peó · h7 negres peó · c6 negres peó · e6 negres peó · d5 negres peó · f5 negres peó · g5 blanques cavall · h5 negres dama · c4 blanques peó · d4 blanques peó · f4 blanques peó · g4 negres cavall · d3 blanques alfil · e3 blanques peó · g3 blanques peó · a2 blanques peó · b2 blanques peó · e2 blanques cavall · g2 blanques rei · h2 negres alfil · a1 blanques torre · c1 blanques alfil · d1 blanques dama · f1 blanques torre | a8 negres torre · c8 negres alfil · f8 negres torre · g8 negres rei · a7 negres peó · b7 negres peó · d7 negres cavall · g7 negres peó · h7 negres peó · c6 negres peó · e6 negres peó · d5 negres peó · f5 negres peó · g5 blanques cavall · h5 negres dama · c4 blanques peó · d4 blanques peó · f4 blanques peó · g4 negres cavall · d3 blanques alfil · e3 blanques peó · g3 blanques peó · a2 blanques peó · b2 blanques peó · e2 blanques cavall · g2 blanques rei · h2 negres alfil · a1 blanques torre · c1 blanques alfil · d1 blanques dama · f1 blanques torre | a8 negres torre · c8 negres alfil · f8 negres torre · g8 negres rei · a7 negres peó · b7 negres peó · d7 negres cavall · g7 negres peó · h7 negres peó · c6 negres peó · e6 negres peó · d5 negres peó · f5 negres peó · g5 blanques cavall · h5 negres dama · c4 blanques peó · d4 blanques peó · f4 blanques peó · g4 negres cavall · d3 blanques alfil · e3 blanques peó · g3 blanques peó · a2 blanques peó · b2 blanques peó · e2 blanques cavall · g2 blanques rei · h2 negres alfil · a1 blanques torre · c1 blanques alfil · d1 blanques dama · f1 blanques torre | a8 negres torre · c8 negres alfil · f8 negres torre · g8 negres rei · a7 negres peó · b7 negres peó · d7 negres cavall · g7 negres peó · h7 negres peó · c6 negres peó · e6 negres peó · d5 negres peó · f5 negres peó · g5 blanques cavall · h5 negres dama · c4 blanques peó · d4 blanques peó · f4 blanques peó · g4 negres cavall · d3 blanques alfil · e3 blanques peó · g3 blanques peó · a2 blanques peó · b2 blanques peó · e2 blanques cavall · g2 blanques rei · h2 negres alfil · a1 blanques torre · c1 blanques alfil · d1 blanques dama · f1 blanques torre | a8 negres torre · c8 negres alfil · f8 negres torre · g8 negres rei · a7 negres peó · b7 negres peó · d7 negres cavall · g7 negres peó · h7 negres peó · c6 negres peó · e6 negres peó · d5 negres peó · f5 negres peó · g5 blanques cavall · h5 negres dama · c4 blanques peó · d4 blanques peó · f4 blanques peó · g4 negres cavall · d3 blanques alfil · e3 blanques peó · g3 blanques peó · a2 blanques peó · b2 blanques peó · e2 blanques cavall · g2 blanques rei · h2 negres alfil · a1 blanques torre · c1 blanques alfil · d1 blanques dama · f1 blanques torre | a8 negres torre · c8 negres alfil · f8 negres torre · g8 negres rei · a7 negres peó · b7 negres peó · d7 negres cavall · g7 negres peó · h7 negres peó · c6 negres peó · e6 negres peó · d5 negres peó · f5 negres peó · g5 blanques cavall · h5 negres dama · c4 blanques peó · d4 blanques peó · f4 blanques peó · g4 negres cavall · d3 blanques alfil · e3 blanques peó · g3 blanques peó · a2 blanques peó · b2 blanques peó · e2 blanques cavall · g2 blanques rei · h2 negres alfil · a1 blanques torre · c1 blanques alfil · d1 blanques dama · f1 blanques torre | 3 |
| 2 | a8 negres torre · c8 negres alfil · f8 negres torre · g8 negres rei · a7 negres peó · b7 negres peó · d7 negres cavall · g7 negres peó · h7 negres peó · c6 negres peó · e6 negres peó · d5 negres peó · f5 negres peó · g5 blanques cavall · h5 negres dama · c4 blanques peó · d4 blanques peó · f4 blanques peó · g4 negres cavall · d3 blanques alfil · e3 blanques peó · g3 blanques peó · a2 blanques peó · b2 blanques peó · e2 blanques cavall · g2 blanques rei · h2 negres alfil · a1 blanques torre · c1 blanques alfil · d1 blanques dama · f1 blanques torre | a8 negres torre · c8 negres alfil · f8 negres torre · g8 negres rei · a7 negres peó · b7 negres peó · d7 negres cavall · g7 negres peó · h7 negres peó · c6 negres peó · e6 negres peó · d5 negres peó · f5 negres peó · g5 blanques cavall · h5 negres dama · c4 blanques peó · d4 blanques peó · f4 blanques peó · g4 negres cavall · d3 blanques alfil · e3 blanques peó · g3 blanques peó · a2 blanques peó · b2 blanques peó · e2 blanques cavall · g2 blanques rei · h2 negres alfil · a1 blanques torre · c1 blanques alfil · d1 blanques dama · f1 blanques torre | a8 negres torre · c8 negres alfil · f8 negres torre · g8 negres rei · a7 negres peó · b7 negres peó · d7 negres cavall · g7 negres peó · h7 negres peó · c6 negres peó · e6 negres peó · d5 negres peó · f5 negres peó · g5 blanques cavall · h5 negres dama · c4 blanques peó · d4 blanques peó · f4 blanques peó · g4 negres cavall · d3 blanques alfil · e3 blanques peó · g3 blanques peó · a2 blanques peó · b2 blanques peó · e2 blanques cavall · g2 blanques rei · h2 negres alfil · a1 blanques torre · c1 blanques alfil · d1 blanques dama · f1 blanques torre | a8 negres torre · c8 negres alfil · f8 negres torre · g8 negres rei · a7 negres peó · b7 negres peó · d7 negres cavall · g7 negres peó · h7 negres peó · c6 negres peó · e6 negres peó · d5 negres peó · f5 negres peó · g5 blanques cavall · h5 negres dama · c4 blanques peó · d4 blanques peó · f4 blanques peó · g4 negres cavall · d3 blanques alfil · e3 blanques peó · g3 blanques peó · a2 blanques peó · b2 blanques peó · e2 blanques cavall · g2 blanques rei · h2 negres alfil · a1 blanques torre · c1 blanques alfil · d1 blanques dama · f1 blanques torre | a8 negres torre · c8 negres alfil · f8 negres torre · g8 negres rei · a7 negres peó · b7 negres peó · d7 negres cavall · g7 negres peó · h7 negres peó · c6 negres peó · e6 negres peó · d5 negres peó · f5 negres peó · g5 blanques cavall · h5 negres dama · c4 blanques peó · d4 blanques peó · f4 blanques peó · g4 negres cavall · d3 blanques alfil · e3 blanques peó · g3 blanques peó · a2 blanques peó · b2 blanques peó · e2 blanques cavall · g2 blanques rei · h2 negres alfil · a1 blanques torre · c1 blanques alfil · d1 blanques dama · f1 blanques torre | a8 negres torre · c8 negres alfil · f8 negres torre · g8 negres rei · a7 negres peó · b7 negres peó · d7 negres cavall · g7 negres peó · h7 negres peó · c6 negres peó · e6 negres peó · d5 negres peó · f5 negres peó · g5 blanques cavall · h5 negres dama · c4 blanques peó · d4 blanques peó · f4 blanques peó · g4 negres cavall · d3 blanques alfil · e3 blanques peó · g3 blanques peó · a2 blanques peó · b2 blanques peó · e2 blanques cavall · g2 blanques rei · h2 negres alfil · a1 blanques torre · c1 blanques alfil · d1 blanques dama · f1 blanques torre | a8 negres torre · c8 negres alfil · f8 negres torre · g8 negres rei · a7 negres peó · b7 negres peó · d7 negres cavall · g7 negres peó · h7 negres peó · c6 negres peó · e6 negres peó · d5 negres peó · f5 negres peó · g5 blanques cavall · h5 negres dama · c4 blanques peó · d4 blanques peó · f4 blanques peó · g4 negres cavall · d3 blanques alfil · e3 blanques peó · g3 blanques peó · a2 blanques peó · b2 blanques peó · e2 blanques cavall · g2 blanques rei · h2 negres alfil · a1 blanques torre · c1 blanques alfil · d1 blanques dama · f1 blanques torre | a8 negres torre · c8 negres alfil · f8 negres torre · g8 negres rei · a7 negres peó · b7 negres peó · d7 negres cavall · g7 negres peó · h7 negres peó · c6 negres peó · e6 negres peó · d5 negres peó · f5 negres peó · g5 blanques cavall · h5 negres dama · c4 blanques peó · d4 blanques peó · f4 blanques peó · g4 negres cavall · d3 blanques alfil · e3 blanques peó · g3 blanques peó · a2 blanques peó · b2 blanques peó · e2 blanques cavall · g2 blanques rei · h2 negres alfil · a1 blanques torre · c1 blanques alfil · d1 blanques dama · f1 blanques torre | 2 |
| 1 | a8 negres torre · c8 negres alfil · f8 negres torre · g8 negres rei · a7 negres peó · b7 negres peó · d7 negres cavall · g7 negres peó · h7 negres peó · c6 negres peó · e6 negres peó · d5 negres peó · f5 negres peó · g5 blanques cavall · h5 negres dama · c4 blanques peó · d4 blanques peó · f4 blanques peó · g4 negres cavall · d3 blanques alfil · e3 blanques peó · g3 blanques peó · a2 blanques peó · b2 blanques peó · e2 blanques cavall · g2 blanques rei · h2 negres alfil · a1 blanques torre · c1 blanques alfil · d1 blanques dama · f1 blanques torre | a8 negres torre · c8 negres alfil · f8 negres torre · g8 negres rei · a7 negres peó · b7 negres peó · d7 negres cavall · g7 negres peó · h7 negres peó · c6 negres peó · e6 negres peó · d5 negres peó · f5 negres peó · g5 blanques cavall · h5 negres dama · c4 blanques peó · d4 blanques peó · f4 blanques peó · g4 negres cavall · d3 blanques alfil · e3 blanques peó · g3 blanques peó · a2 blanques peó · b2 blanques peó · e2 blanques cavall · g2 blanques rei · h2 negres alfil · a1 blanques torre · c1 blanques alfil · d1 blanques dama · f1 blanques torre | a8 negres torre · c8 negres alfil · f8 negres torre · g8 negres rei · a7 negres peó · b7 negres peó · d7 negres cavall · g7 negres peó · h7 negres peó · c6 negres peó · e6 negres peó · d5 negres peó · f5 negres peó · g5 blanques cavall · h5 negres dama · c4 blanques peó · d4 blanques peó · f4 blanques peó · g4 negres cavall · d3 blanques alfil · e3 blanques peó · g3 blanques peó · a2 blanques peó · b2 blanques peó · e2 blanques cavall · g2 blanques rei · h2 negres alfil · a1 blanques torre · c1 blanques alfil · d1 blanques dama · f1 blanques torre | a8 negres torre · c8 negres alfil · f8 negres torre · g8 negres rei · a7 negres peó · b7 negres peó · d7 negres cavall · g7 negres peó · h7 negres peó · c6 negres peó · e6 negres peó · d5 negres peó · f5 negres peó · g5 blanques cavall · h5 negres dama · c4 blanques peó · d4 blanques peó · f4 blanques peó · g4 negres cavall · d3 blanques alfil · e3 blanques peó · g3 blanques peó · a2 blanques peó · b2 blanques peó · e2 blanques cavall · g2 blanques rei · h2 negres alfil · a1 blanques torre · c1 blanques alfil · d1 blanques dama · f1 blanques torre | a8 negres torre · c8 negres alfil · f8 negres torre · g8 negres rei · a7 negres peó · b7 negres peó · d7 negres cavall · g7 negres peó · h7 negres peó · c6 negres peó · e6 negres peó · d5 negres peó · f5 negres peó · g5 blanques cavall · h5 negres dama · c4 blanques peó · d4 blanques peó · f4 blanques peó · g4 negres cavall · d3 blanques alfil · e3 blanques peó · g3 blanques peó · a2 blanques peó · b2 blanques peó · e2 blanques cavall · g2 blanques rei · h2 negres alfil · a1 blanques torre · c1 blanques alfil · d1 blanques dama · f1 blanques torre | a8 negres torre · c8 negres alfil · f8 negres torre · g8 negres rei · a7 negres peó · b7 negres peó · d7 negres cavall · g7 negres peó · h7 negres peó · c6 negres peó · e6 negres peó · d5 negres peó · f5 negres peó · g5 blanques cavall · h5 negres dama · c4 blanques peó · d4 blanques peó · f4 blanques peó · g4 negres cavall · d3 blanques alfil · e3 blanques peó · g3 blanques peó · a2 blanques peó · b2 blanques peó · e2 blanques cavall · g2 blanques rei · h2 negres alfil · a1 blanques torre · c1 blanques alfil · d1 blanques dama · f1 blanques torre | a8 negres torre · c8 negres alfil · f8 negres torre · g8 negres rei · a7 negres peó · b7 negres peó · d7 negres cavall · g7 negres peó · h7 negres peó · c6 negres peó · e6 negres peó · d5 negres peó · f5 negres peó · g5 blanques cavall · h5 negres dama · c4 blanques peó · d4 blanques peó · f4 blanques peó · g4 negres cavall · d3 blanques alfil · e3 blanques peó · g3 blanques peó · a2 blanques peó · b2 blanques peó · e2 blanques cavall · g2 blanques rei · h2 negres alfil · a1 blanques torre · c1 blanques alfil · d1 blanques dama · f1 blanques torre | a8 negres torre · c8 negres alfil · f8 negres torre · g8 negres rei · a7 negres peó · b7 negres peó · d7 negres cavall · g7 negres peó · h7 negres peó · c6 negres peó · e6 negres peó · d5 negres peó · f5 negres peó · g5 blanques cavall · h5 negres dama · c4 blanques peó · d4 blanques peó · f4 blanques peó · g4 negres cavall · d3 blanques alfil · e3 blanques peó · g3 blanques peó · a2 blanques peó · b2 blanques peó · e2 blanques cavall · g2 blanques rei · h2 negres alfil · a1 blanques torre · c1 blanques alfil · d1 blanques dama · f1 blanques torre | 1 |
|   | a | b | c | d | e | f | g | h |   |

Blanques: Glucksberg
Negres: Miguel Najdorf
Obertura: Defensa holandesa
1. d4 f5 2. c4 Cf6 3. Cc3
Defensa holandesa amb 2.c4 & 3.Cc3, Codi ECO: A85
3. ... e6 4. Cf3 d5 5. e3
Savielly Tartakower suggereix 5.Af4.
5. ... c6 6. Ad3 Ad6 7. 0-0 0-0 8. Ce2
Tartakower recomana 8.Ce5 seguit de 9.f4, "enfrontant-se al mur de pedra amb un altre mur de pedra".
8. ... Cbd7 9. Cg5?
Aquest moviment sembla un error elemental, que perd un peó, però de fet la posició és més complexa que tot això.
9. ... Axh2+! 10. Rh1!?
Després de 10. Rxh2 Cg4+ 11. Rh1 Dxg5 les negres tenen un peó de més a canvi de no res. Després de 10.Rh1, les blanques amenacen tant Cxe6, guanyant material, com atrapar l'alfil negre amb g3 o bé f4.
10. ... Cg4! 11. f4
Defensant el cavall blanc a g5 i tallant la ruta d'escapament per l'alfil negre; no 11.Cxe6? Dh4!
11. ... De8 12. g3 Dh5 13.Rg2
Les blanques han envoltat l'alfil negre, i amenacen de guanyar-lo amb Th1, Cf3, i Cxh2 (vegeu el diagrama).
13. ... Ag1!!
Sacrificant l'alfil per tal de continuar l'atac sobre el rei blanc.
14. Cxg1
Cot 14. Rxg1? Dh2#, o 14.Txg1? Dh2+ i 15...Df2#
14. ... Dh2+ 15. Rf3 e5! 16. dxe5 Cdxe5+ 17. fxe5 Cxe5+ 18. Rf4 Cg6+ 19. Rf3 f4!!
Amenaçant tant 20...Ce5# com 20...Ag4+.
20. exf4
Si 20.Axg6 Ag4+ 21.Rxg4 Dxg3+ 22.Rh5 hxg6+ 23.Rxg6 Tf6+ 24.Rh5 Th6#
20. ... Ag4+!! 21. Rxg4 Ce5+! 22. fxe5 h5#
Llevat de quan està especificat, els comentaris estan basats en els de Kaspàrov a My Great Predecessors, Part IV.